# 굿찬정

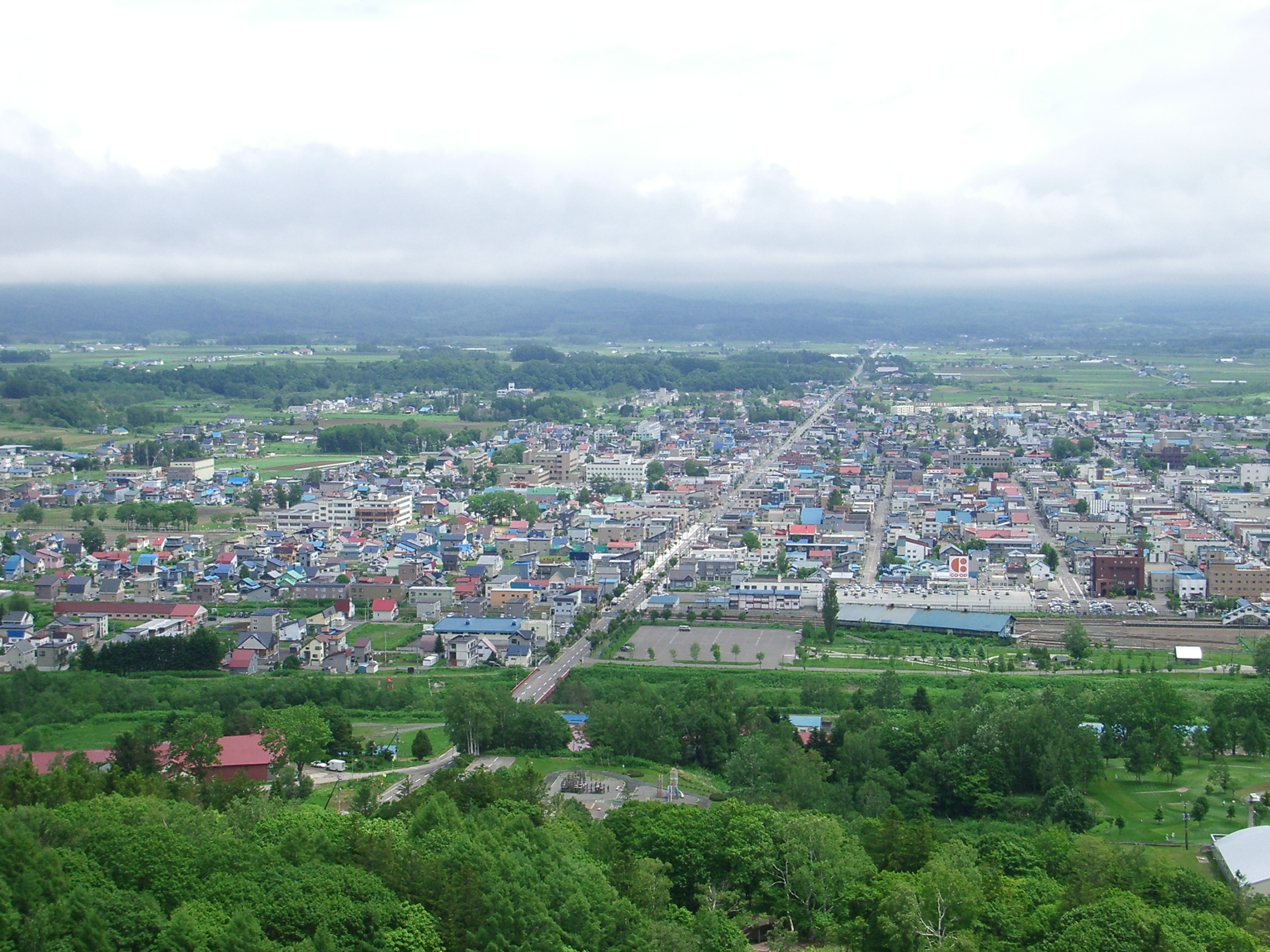
아사히가오카 공원에서 내려다 본 굿찬 시가지

굿찬정(일본어: 倶知安町)은 일본 홋카이도 서부 시리베시 종합진흥국(구 시리베시 지청) 아부타군에 있는 정이다. 시리베시 종합진흥국의 진흥국 소재지이다. 지명은 아이누어에서 유래한다.
남쪽에 인접한 니세코정과 함께 스키 명소로 유명하며, 대규모 스키장인 니세코 마운틴 리조트 그랜드 히라후가 있다.

## 지리
삿포로시에서 서쪽으로 50km, 오타루시에서 남쪽으로 40km 지점에 위치하며, 요테이산(해발 1898m) 등 산악 지대로 둘러싸여 있다. 지형적인 영향으로 연평균 강설량이 1,135cm에 달해 스키 명소로 알려져 있다.
| 굿찬정의 기후                                                | 굿찬정의 기후 | 굿찬정의 기후 | 굿찬정의 기후 | 굿찬정의 기후 | 굿찬정의 기후 | 굿찬정의 기후 | 굿찬정의 기후 | 굿찬정의 기후 | 굿찬정의 기후 | 굿찬정의 기후 | 굿찬정의 기후 | 굿찬정의 기후 | 굿찬정의 기후   |
| 월                                                           | 1월           | 2월           | 3월           | 4월           | 5월           | 6월           | 7월           | 8월           | 9월           | 10월          | 11월          | 12월          | 연간            |
| ------------------------------------------------------------ | ------------- | ------------- | ------------- | ------------- | ------------- | ------------- | ------------- | ------------- | ------------- | ------------- | ------------- | ------------- | --------------- |
| 역대 최고 기온 °C (°F)                                       | 8.7 (47.7)    | 10.4 (50.7)   | 14.4 (57.9)   | 23.8 (74.8)   | 32.5 (90.5)   | 32.5 (90.5)   | 34.1 (93.4)   | 34.6 (94.3)   | 32.0 (89.6)   | 26.8 (80.2)   | 20.0 (68.0)   | 12.5 (54.5)   | 34.6 (94.3)     |
| 일평균 최고 기온 °C (°F)                                     | −2.0 (28.4)   | −1.0 (30.2)   | 3.0 (37.4)    | 9.8 (49.6)    | 16.9 (62.4)   | 20.9 (69.6)   | 24.4 (75.9)   | 25.4 (77.7)   | 21.7 (71.1)   | 15.0 (59.0)   | 6.9 (44.4)    | 0.0 (32.0)    | 11.8 (53.2)     |
| 일일 평균 기온 °C (°F)                                       | −5.4 (22.3)   | −4.9 (23.2)   | −1.0 (30.2)   | 4.9 (40.8)    | 11.2 (52.2)   | 15.6 (60.1)   | 19.7 (67.5)   | 20.6 (69.1)   | 16.4 (61.5)   | 9.7 (49.5)    | 2.9 (37.2)    | −3.1 (26.4)   | 7.2 (45.0)      |
| 일평균 최저 기온 °C (°F)                                     | −9.6 (14.7)   | −9.4 (15.1)   | −5.7 (21.7)   | 0.1 (32.2)    | 6.0 (42.8)    | 11.3 (52.3)   | 16.1 (61.0)   | 16.7 (62.1)   | 11.3 (52.3)   | 4.5 (40.1)    | −1.0 (30.2)   | −6.8 (19.8)   | 2.8 (37.0)      |
| 역대 최저 기온 °C (°F)                                       | −35.7 (−32.3) | −28.7 (−19.7) | −28.8 (−19.8) | −18.6 (−1.5)  | −4.8 (23.4)   | 0.1 (32.2)    | 4.6 (40.3)    | 4.8 (40.6)    | −1.3 (29.7)   | −8.9 (16.0)   | −22.0 (−7.6)  | −27.0 (−16.6) | −35.7 (−32.3)   |
| 평균 강수량 mm (인치)                                        | 184.5 (7.26)  | 129.4 (5.09)  | 98.3 (3.87)   | 67.1 (2.64)   | 75.8 (2.98)   | 59.9 (2.36)   | 102.3 (4.03)  | 153.1 (6.03)  | 133.3 (5.25)  | 128.2 (5.05)  | 182.8 (7.20)  | 217.7 (8.57)  | 1,532.3 (60.33) |
| 평균 강설량 cm (인치)                                        | 253 (100)     | 187 (74)      | 122 (48)      | 17 (6.7)      | 0 (0)         | 0 (0)         | 0 (0)         | 0 (0)         | 0 (0)         | 2 (0.8)       | 95 (37)       | 253 (100)     | 921 (363)       |
| 평균 강수일수 (≥ 0.5 mm)                                     | 27.2          | 23.6          | 20.9          | 14.3          | 11.9          | 9.4           | 10.5          | 11.6          | 13.7          | 16.9          | 22.1          | 27.2          | 209.2           |
| 평균 강설일수 (≥ 1 cm)                                       | 26.3          | 23.4          | 20.3          | 7.5           | 0.0           | 0.0           | 0.0           | 0.0           | 0.0           | 0.5           | 11.7          | 25.2          | 114.9           |
| 평균 상대 습도 (%)                                           | 82            | 80            | 75            | 72            | 74            | 80            | 83            | 84            | 82            | 79            | 80            | 83            | 79              |
| 평균 월간 일조시간                                           | 47.0          | 65.1          | 121.1         | 173.3         | 189.9         | 169.7         | 144.5         | 149.5         | 149.3         | 127.8         | 65.5          | 38.8          | 1,441.4         |
| 출처: 일본 기상청 (평년값: 1991년~2020년, 극값: 1944년~현재) |               |               |               |               |               |               |               |               |               |               |               |               |                 |

### 인접한 자치체
- 시리베시 종합진흥국
  - 아부타군 교고쿠정, 니세코정
  - 이소야군 란코시정
  - 이와나이군 교와정
  - 요이치군 니키정, 아카이가와촌

## 역사
1892년부터 개척이 시작되었다. 1893년에 굿찬촌이 되었고, 1910년에 새로 형성된 시리베시 지청의 지청 소재지가 되었다. 1916년 정으로 승격했다.

## 교통

### 철도
- 홋카이도 여객철도 하코다테 본선

### 도로
- 국도 5호선
- 국도 276호선
- 국도 393호선(일본어판)

## 산업
농업(밭농사)과 관광업이 활발하다.

## 자매 도시
- 스위스 장크트모리츠

## 같이 보기
- 니세코정
- 홋카이도 여객철도